# Wiedent
Wiedent ist ein Gemeindeteil der Gemeinde Emtmannsberg im Landkreis Bayreuth (Oberfranken, Bayern). Wiedent liegt in der Gemarkung Hauendorf.

## Geografie
Der Weiler liegt am rechten Ufer der Ölschnitz. Eine Gemeindeverbindungsstraße führt an der Gampelmühle vorbei nach Troschenreuth zur Kreisstraße BT 17 (1 km westlich).

## Geschichte
Gegen Ende des 18. Jahrhunderts bestand Wiedent aus 7 Anwesen (3 Sölden, 1 Viertelsölde, 1 Tropfgütlein, 2 Tropfhäuser). Die Hochgerichtsbarkeit stand dem bayreuthischen Stadtvogteiamt Creußen zu. Die Dorf- und Gemeindeherrschaft und Grundherrschaft über sämtliche Anwesen hatte das bayreuthische Verwalteramt Emtmannsberg.
Von 1797 bis 1810 unterstand der Ort dem Justiz- und Kammeramt Bayreuth. Mit dem Ersten Gemeindeedikt wurde Wiedent dem 1812 gebildeten Steuerdistrikt Emtmannsberg zugewiesen. Zugleich entstand die Ruralgemeinde Wiedent, zu der Gampelmühle gehörte. Sie war in Verwaltung und Gerichtsbarkeit dem Landgericht Bayreuth zugeordnet und in der Finanzverwaltung dem Rentamt Bayreuth. Mit dem Gemeindeedikt von 1818 erfolgte die Eingemeindung nach Hauendorf. Am 1. Mai 1978 wurde Wiedent im Zuge der Gebietsreform in Bayern in die Gemeinde Emtmannsberg eingegliedert.

### Einwohnerentwicklung
| Jahr      | 001819 | 001822 | 001861 | 001871 | 001885 | 001900 | 001925 | 001950 | 001961 | 001970 | 001987 |
| Einwohner | 31     | 42     | 35     | 30     | 32     | 35     | 24     | 30     | 18     | 16     | 10     |
| Häuser    |        | 8      |        |        | 6      | 6      | 5      | 5      | 4      |        | 4      |
| Quelle    | [ 9 ]  | [ 6 ]  | [ 10 ] | [ 11 ] | [ 12 ] | [ 13 ] | [ 14 ] | [ 15 ] | [ 16 ] | [ 17 ] | [ 1 ]  |

## Religion
Wiedent ist seit der Reformation evangelisch-lutherisch geprägt und nach St. Bartholomäus (Emtmannsberg) gepfarrt.